# Christer Kleiven
Christer Kleiven (Kristiansand, 9 aprile 1988) è un ex calciatore norvegese, di ruolo centrocampista.

## Carriera

### Club

#### Start
Kleiven è cresciuto nelle giovanili del Vigør ed è passato successivamente allo Start, con cui ha esordito nel calcio professionistico. Il 22 aprile 2007, infatti, è subentrato ad Anthony Annan nel pareggio per 1-1 in casa del Tromsø. L'11 giugno dello stesso anno è stato schierato per la prima volta titolare, in un match di campionato contro il Sandefjord, conclusosi con un successo della sua squadra per 3-1. Al termine della stagione, è retrocesso assieme alla sua squadra nella 1. divisjon.
Nella prima giornata dell'annata seguente, così, ha segnato la prima rete della sua carriera in campionato: è stata sua infatti la quinta rete dello Start ai danni del Nybergsund-Trysil. Ha avuto maggiore spazio in questa stagione ed ha contribuito all'immediata promozione della sua squadra. Nell'Eliteserien 2009 è stato schierato in 22 partite, senza mai andare in rete.
Nel 2010, invece, ha avuto un inizio molto positivo in termini realizzativi: ha segnato infatti già alla prima giornata contro il Sandefjord. Si è ripetuto anche nella seconda, nella quarta e nella quinta: è stato infatti autore di reti contro il Rosenborg, Vålerenga (doppietta) e Brann.
È rimasto in squadra fino al termine del campionato 2011, conclusosi con la retrocessione della sua squadra.

#### Stabæk
Kleiven è passato allo Stabæk in data 2 febbraio 2012: ha scelto la maglia numero 9. Ha cambiato poi idea, preferendo la maglia numero 81.

#### Odd
Il 14 gennaio 2013, ha firmato un contratto biennale con l'Odd, scegliendo la maglia numero 6. Si è svincolato al termine del campionato 2014.

#### Vigør
Il 2 febbraio 2015, è stato annunciato che Kleiven si era accordato per tornare al Vigør, formazione militante nella 3. divisjon, quarto livello del campionato norvegese. L'accordo prevedeva che, oltre al ruolo da calciatore, Kleiven sarebbe diventato anche assistente dell'allenatore Leif Otto Paulsen.

### Nazionale
Kleiven h pa giocato er la Norvegia under 16, Norvegia, Norvegia, Norvegia e Norvegia: per quest'ultima, ha esordito il 22 agosto 2007 contro la Danimarca, sostituendo Vadim Demidov nel corso del secondo tempo.

## Statistiche

### Presenze e reti nei club
Statistiche aggiornate al 2 febbraio 2016.
| Stagione     | Club         | Campionato   | Campionato | Campionato | Coppe nazionali | Coppe nazionali | Coppe nazionali | Coppe continentali | Coppe continentali | Coppe continentali | Supercoppe | Supercoppe | Supercoppe | Totale | Totale |
| Stagione     | Club         | Comp         | Pres       | Reti       | Comp            | Pres            | Reti            | Comp               | Pres               | Reti               | Comp       | Pres       | Reti       | Pres   | Reti   |
| ------------ | ------------ | ------------ | ---------- | ---------- | --------------- | --------------- | --------------- | ------------------ | ------------------ | ------------------ | ---------- | ---------- | ---------- | ------ | ------ |
| 2007         | Start        | ES           | 8          | 0          | CN              | 3               | 2               | -                  | -                  | -                  | -          | -          | -          | 11     | 2      |
| 2008         | Start        | 1D           | 28         | 3          | CN              | 1               | 1               | -                  | -                  | -                  | -          | -          | -          | 29     | 4      |
| 2009         | Start        | ES           | 22         | 0          | CN              | 2               | 0               | -                  | -                  | -                  | -          | -          | -          | 24     | 0      |
| 2010         | Start        | ES           | 25         | 7          | CN              | 4               | 2               | -                  | -                  | -                  | -          | -          | -          | 29     | 9      |
| 2011         | Start        | ES           | 25         | 1          | CN              | 5               | 0               | -                  | -                  | -                  | -          | -          | -          | 30     | 1      |
| Totale Start | Totale Start | Totale Start | 108        | 11         |                 | 15              | 5               |                    | -                  | -                  |            | -          | -          | 93     | 15     |
| 2012         | Stabæk       | ES           | 30         | 3          | CN              | 2               | 1               | UEL                | 2                  | 1                  | -          | -          | -          | 34     | 5      |
| 2013         | Odd          | ES           | 16         | 0          | CN              | 3               | 1               | -                  | -                  | -                  | -          | -          | -          | 19     | 1      |
| 2014         | Odd          | ES           | 0          | 0          | CN              | 2               | 0               | -                  | -                  | -                  | -          | -          | -          | 2      | 0      |
| Totale Odd   | Totale Odd   | Totale Odd   | 16         | 0          |                 | 5               | 1               |                    | -                  | -                  |            | -          | -          | 21     | 1      |
| 2015         | Vigør        | 3D           | 15         | 6          | CN              | 2               | 0               | -                  | -                  | -                  | -          | -          | -          | 17     | 6      |
| Totale       | Totale       | Totale       | 169        | 20         |                 | 24              | 7               |                    | 2                  | 1                  |            | -          | -          | 195    | 28     |

## Palmarès

### Club

#### Competizioni giovanili
- Norgesmesterskapet G19: 1

Start: 2007